# Minimax pl Jarocin 2007
Minimax pl Jarocin 2007 – piąta edycja kompilacji utworów, wybranych przez Piotra Kaczkowskiego, wydana w 2007. Firmowana jest nazwą polskiej audycji, Minimax, nadawanej na antenie Programu III Polskiego Radia.

## Lista utworów
1. Polak rusek i niemiec "To nie my" – 4:15
2. Miasto "Ten świat" – 3:07
3. Lustro "Taki jak ty" – 4:03
4. Manchester "Do gwiazd" – 3:33
5. Be Free "Kopernik" – 3:15
6. Time To Express "Tysiąc nowych dni" – 3:52
7. Jitter "Stigmatize" – 3:29
8. Dr Lecter "Wydostać" – 3:36
9. Core Xolio "Prison" – 3:38
10. Babilon "Bambosze" – 2:53
11. 336 miejsc "Pętla" – 4:56
12. Napszykłat "Fajny" – 4:48
13. Negradonna "Makbet" – 3:34
14. Manescape "Antiluna" – 5:12
15. Lemon Dog "Modlitwa" – 4:03
16. SKUUND "Uciekaj moje serce" – 4:30
17. Kumka Olik "Koduję" – 2:56
18. Vitamina "Ustrój" – 3:29
19. Jeźdźcy Ciemności "Lokomotywa cz. I Preludium" – 4:11
20. Division by Zero "Your Salvation" – 5:08

## Pozycje na listach
| Lista | Kraj   | Pozycja |
| ----- | ------ | ------- |
| OLiS  | Polska | 22      |